# Адалет-наме
Адале́т-наме́ (тур. Adaletnâme) — в Османской империи султанский рескрипт, которым осуждались указанные в нём злоупотребления местной администрации. Объявлялся публично и любой мог получить копию у судьи.
Злоупотребления, которые перечислялись в адалет-наме, отменялись и запрещались под угрозой жестокого наказания. Чаще всего они использовались, когда кади или другие официальные лица осуждали кого-то к принудительному труду, облагали райю незаконными продовольственными поборами или незаконно увеличивали размеры штрафов и налогов.